# Märkische Fehden
Als Märkische Fehden werden die permanenten Nachbarschaftskriege zwischen Vasallen der Mecklenburger Herzöge und denen der Markgrafen von Brandenburg von 1379 bis 1480 bezeichnet. In diesem Zeitraum wurden Fehden und Raubritterunwesen durch die anarchistischen Zustände, die seit dem Tode Albrecht II. (1379) in Mecklenburg herrschten, begünstigt und endeten erst nach dem Tode Heinrich IV. durch Zustandekommen eines Bündnisses zwischen dem brandenburgischen Markgrafen Johann Cicero und den mecklenburgischen Herzögen Albrecht VI., Magnus II. und Balthasar am 7. Juni 1480.